# Euphorbia abdulghafooriana
Euphorbia abdulghafooriana är en törelväxtart som beskrevs av Abedin. Euphorbia abdulghafooriana ingår i släktet törlar, och familjen törelväxter.
Artens utbredningsområde är Saudiarabien. Inga underarter finns listade i Catalogue of Life.